# Њитрица (Прјевидза)
Њитрица (слч. Nitrica) насељено је мјесто са административним статусом сеоске општине (слч. obec) у округу Прјевидза, у Тренчинском крају, Словачка Република.

## Становништво
| Година:    | 1994. | 2004.   | 2014.   | 2024.   |
| ---------- | ----- | ------- | ------- | ------- |
| Број људи: | 1219  | 1260    | 1223    | 1151    |
| Разлика:   |       | +3,36 % | -2,93 % | -5,88 % |

| Година:    | 2023. | 2024.   |
| ---------- | ----- | ------- |
| Број људи: | 1166  | 1151    |
| Разлика:   |       | -1,28 % |

Према подацима о броју становника из 2011. године насеље је имало 1.240 становника.